# Typhonium gallowayi
Typhonium gallowayi är en kallaväxtart som beskrevs av Wilbert Leonard Anna Hetterscheid och Sookchaloem. Typhonium gallowayi ingår i släktet Typhonium och familjen kallaväxter. Inga underarter finns listade.